# Тагільський
Тагі́льський (рос. Тагильский) — селище у складі Верхньосалдинського міського округу Свердловської області.
Населення — 41 особа (2010, 56 у 2002).
Національний склад населення станом на 2002 рік: росіяни — 87 %.